# Rencurel
Rencurel é uma comuna francesa na região administrativa de Auvérnia-Ródano-Alpes, no departamento de Isère. Estende-se por uma área de 35 km². Em 2010 a comuna tinha 329 habitantes (densidade: 9,4 hab./km²).